# Gonçalo de Athayde Pereira
Gonçalo de Athayde Pereira (Mucugê, 16 de julho de 1863 — Salvador, 1944) foi um historiador brasileiro, considerado "o maior corógrafo da Chapada Diamantina".

## Biografia
Nasceu na então denominada freguesia de São João do Paraguaçu, de família de garimpeiros. Seu pai era Joaquim Antônio Pereira (nascido em Paramirim a 16 de janeiro de 1821, e morto em Andaraí em 1898) e a mãe, Leopoldina Carolina de Athayde (nascida em 1835), veio a morrer um ano depois do nascimento de Gonçalo, em 1864, em Morro do Fogo.
Sobre a família e suas origens ali regristrou, conforme citado por Afonso d'Escragnolle Taunay (com atualização ortográfica, aqui):
"Em Morro do Fogo, antiga freguesia da comarca de Minas do Rio das Contas (Paramirim), residência dos meus avós paternos, lugar em que a mineração do ouro teve sua eficiência em algum tempo, encontrei na chácara de residência da família cafeeiros colossais, acusando a existência de muitos anos. A chácara era bem regular e toda ela fora plantada pelo português Manoel José Pereira, meu avô, que minerava ouro e negociava na mesma freguesia, onde existiam outros compatriotas também negociantes e proprietários, que se entregavam à mineração e a culturas diversas. 
Esses portugueses não escaparam às perseguições, das lutas de 1822 que até lá chegaram, pelo que, para se porem a salvo, se refugiaram na comarca de Caetité e nas circunvizinhanças."
Foi casado com Amélia Magalhães Macedo (nascida em Salvador, a 4 de dezembro de 1869), filha do comerciante de pedras preciosas Uldorico Magalhães Macedo (este natural de Ituaçu), tendo ambos seis filhos.
Membro do Instituto Geográfico e Histórico da Bahia, ali publicou, em 1932, uma biografia de Manuel Querino, intitulada "Prof. Manuel Querino, sua vida e suas obras." Foi diretor da publicação "Boletim de Agricultura".

## Obras
Dentre as obras de Athayde Pereira tem-se:
- Memoria historica e descriptiva do Municipio dos Lençoes (Lavras-Diamantinas). Lençóis: Ed. Officinas da empreza "A Bahia". 1910. 85 páginas, sobre Lençóis
- Memoria histórica e descriptiva do Municipio de S. João do Paraguassú. Salvador: Ed. Litho-Typ. e Encadernação Reis & Cia. 1907. 221 páginas, sobre Mucugê
- Memória Histórica e Descriptiva do Município de Andarahy. Salvador: Secretaria Municipal de Educação. 1937. 89 páginas, sobre Andaraí